# Zadní hora
Zadní hora (634 m n. m.) je výrazný zalesněný kopec v severozápadní části Jevišovické pahorkatiny. Nachází se mezi Čechočovicemi a Rokytnicí nad Rokytnou asi 7 km jihozápadně od centra Třebíče. Leží na katastrálním území Starče v okrese Třebíč v Kraji Vysočina. Zadní hora je nejvyšším kopcem Jevišovické pahorkatiny. Je součástí tzv. Mikulovického hřbetu, který z jihu obepíná Třebíčskou kotlinu a odděluje ji od Moravskobudějovické kotliny. Po severním a západním úbočí hory prochází silnice č. II/410 v úseku mezi Starčí a Rokytnicí nad Rokytnou. Ze severu a východu zase Zadní horu obtáčí železniční trať č. 241 (Okříšky – Znojmo) a na východním úpatí leží železniční stanice Stařeč. Na vrcholu kopce stojí vysílač mobilního operátora (Vodafone). Z horní části louky na severním svahu výhled na Třebíčskou kotlinu.

## Přístup
Po severozápadním úbočí kopce prochází modře značená trasa v úseku mezi Čechočovicemi a Rokytnicí. Po východním úbočí obchází Zadní horu žlutá značka vedoucí z Čechočovic na Horní horu a dále na Sádek. Na vrchol lze vystoupit po neznačené lesní cestě, avšak vrchol je bez výhledu.